# أليخاندرو هيرناندو
أليخاندرو هيرناندو (بالإسبانية: Alejandro Hernando) هو لاعب تايكوندو أرجنتيني، ولد في 5 مايو 1976 في سان مارتن في الأرجنتين.

## وصلات خارجية
- أليخاندرو هيرناندو على موقع TaekwondoData.com (الإنجليزية)
- أليخاندرو هيرناندو على موقع اللجنة الأولمبية الدولية (الإنجليزية)
- أليخاندرو هيرناندو على موقع أوليمبيديا (الإنجليزية)